# Brita Bigum
Brita Bigum, född 25 januari 1921 i Kristiania (nuvarande Oslo), död 12 oktober 1980, var en norsk skådespelare.
Bigum filmdebuterade 1940 i Tancred Ibsens Tørres Snørtevold och medverkade i sammanlagt åtta filmer 1940–1957. Hon var även verksam vid Det Nye Teater 1953.

## Filmografi
- 1940 – Tørres Snørtevold
- 1946 – Et spøkelse forelsker seg
- 1949 – Kärleken blir din död
- 1949 – Vi flyger på Rio
- 1951 – Kranes konditori
- 1951 – Skadeskutt
- 1952 – Trine!
- 1957 – Fjols til fjells